# Дениъл Бун
Дениъл Бун (на английски: Daniel Boone) е американски пионер.

## Биография
Той е роден на 2 ноември 1734 година в Бърдсбъро, Пенсилвания, в квакерско семейство. През 1775 година той проправя т.нар. „Див път“ към източните части на Вирджиния – днешния щат Кентъки, където основава селището Бунсбъро, едно от първите на запад от Апалачите. До края на 18 век по пътя на Бун преминават над 200 хиляди европейски заселници, които се установяват в Кентъки.
Още приживе Бун се превръща в част от американския фолклор, като за популярността му допринася публикувано през 1784 година описание на живота му. През следващите десетилетия той става герой на множество легенди, които се отклоняват от реалната му биография и силно преувеличават подвизите му.
Дениъл Бун умира на 26 септември 1820 година в Дефаъйнс в територията Мисури.